# سنت برئوک
سنت برئوک (به انگلیسی: St Breock) یک روستا و محله مدنی در بریتانیا است که در کورنوال واقع شده‌است. سنت برئوک ۷۳۴ نفر جمعیت دارد.